# Francis Llewellyn Griffith
Francis Llewellyn Griffith (* 27. Mai 1862 in Brighton; † 14. März 1934 in Oxford) war ein britischer Ägyptologe und Philologe in den nubischen, meroitischen und demotischen Sprachen. Neben Flinders Petrie gehörte er zu den herausragenden Ägyptologen seiner Zeit. 1924 wurde er der erste Professor für Ägyptologie an der Universität Oxford.

## Schulzeit und Studium
Als jüngster Sohn der neun Kinder von Reverend John Griffith, dem Schulleiter des Brighton College, legte sein Vater Wert darauf, dass Francis („Frank“) wenigstens für eine Woche Schüler im College war, damit er sich „Brightonian“ nennen konnte – bevor er in die Pfarrei von Sandridge, Hertfordshire, umzog. Hier unterrichtete er seinen Sohn selbst in Mathematik und klassischen Sprachen. So soll Francis bereits mit acht Jahren seinem Patenonkel, Reverend John Ward, das Vaterunser in Griechisch aufgesagt haben. Beeindruckt von dieser Kenntnis, schenkte er ihm ein Testament in griechischer Sprache.
Als ein Freund vom Brighton College, Mr. Heppenstall, Leiter von Sedbergh College in Yorkshire wurde, nahm er eine Reihe von Schülern mit, darunter auch Francis Griffith (1875–1878). 1879 erhielt er ein Stipendium am Queen’s College der Universität von Oxford. Da es zu dieser Zeit noch keinen Lehrstuhl für Ägyptologie gab (Archibald Henry Sayce wurde dort 1891 der erste Professor der Assyriologie), erlernte er im Selbststudium die ägyptischen Hieroglyphen.

## Griffith und der Egypt Exploration Fund
Griffith hatte auch Verbindung zu Amelia Edwards, die 1882 den Egypt Exploration Fund (EEF) gegründet hatte. Als diese von Gaston Maspero die erste Lizenz für Ausgrabungen in Ägypten erhielt, die jemals an eine ausländische Organisation erteilt worden war, war diplomatisches Vorgehen angesagt. Der Schweizer Archäologe Edouard Naville, der im Dezember 1879 in einem Brief an die Morning Post auf den dringenden Bedarf von Finanzmitteln für Ausgrabungen in Ägypten aufmerksam gemacht und Edwards die benötigte „Munition“ für den Aufbau ihres Funds geliefert hatte, war der geeignete Mann. Maspero akzeptierte Naville und erlaubte ihm Grabungen in Wadi Tumilat im Nildelta. In seiner zweiten Grabungssaison 1883 bestand Amelia Edwards darauf, dass Naville jetzt Griffith mitnahm, dem es ein dringendes Bedürfnis war, nach Ägypten zu gelangen. Amelia Edwards hatte bereits früher Spenden für sein Stipendium gesammelt. Auch Flinders Petrie, der die zweite Grabungskonzession erhalten hatte, begrüßte ihn als Assistenten und fand seine Kenntnisse der Hieroglyphen besonders hilfreich. Bis 1888 nahm Griffith regelmäßig an den Expeditionen von Petrie und Naville teil.

### Griffith gründet den Archeological Survey
Als unabhängige Abteilung des Egypt Exploration Fund hatte Griffith den Archeological Survey of Egypt ins Leben gerufen, um die von Jacques de Morgan begonnene Bestandsaufnahme der Denkmäler in Ägypten fortzuführen. Er glaubte, dass es mit Unterstützung der ägyptischen Regierung möglich wäre, einen Index der bekannten antiken Stätten zu erstellen sowie neue zu erforschen. Dabei wollte er jede Stadt als Ganzes beschreiben mit einer detaillierten Aufzählung ihrer Gräber und Tempel, anstatt einzelne Architekturmerkmale, Szenen und Inschriften auszuwählen und separat zu veröffentlichen. Auch wollte er alle bereits verfügbaren Quellen, wie z. B. die Beschreibungen früherer Reisender als Hintergrundmaterial miteinbeziehen. Der zunehmende Verfall der bekannten Stätten machte es unumgänglich, diese für die Wissenschaft zu dokumentieren. Es war ein sehr ehrgeiziges Projekt und erforderte viel Ausdauer, denn dafür musste auch das Geld vorhanden sein. So musste sein ursprünglicher Plan über die gesamte Aufnahme von Mittelägypten bald aufgegeben werden. Percy E. Newberry, der auch im Büro des Egypt Exploration Fund arbeitete, schlug vor, sich zunächst auf die Gräber von Beni Hassan und Dair al-Berscha zu beschränken. Als die benötigten Mittel schließlich eingeworben waren, konnte Griffith dann Newberry 1890 nach Beni Hassan entsenden zusammen mit George Willoughby Fraser, einem ausgebildeten Ingenieur. 1893 konnte Griffith den ersten Band des Memoir mit deren Arbeit in London herausgeben. 1900 folgte bereits Norman de Garis Davies in dem achten Memoir mit der Bestandsaufnahme von Sakkara und später dann Tell el-Amarna.
Griffith hatte nun die Standards für eine umfassende Dokumentation der Stätten festgelegt und schuf mit seinen Veröffentlichungen eine neue Konzeption, die anderen Ägyptologen als Vorbild dienen sollte. Der Egypt Exploration Fund beschäftigte unabhängig vom Archeological Survey of Egypt z. B. Edouard Naville mit den Ausgrabungen in Deir el-Bahari.

### Griffith heiratet Kate Bradbury
1896 heiratete Griffith die intelligente und finanziell unabhängige Kate Bradbury (1854–1902), Tochter eines reichen Baumwollstoff-Herstellers aus Ashton under Lyne. Seine Frau hatte eng mit Amelia Edwards zusammengearbeitet und sie auch auf deren Amerika-Reise im Winter 1889/90 begleitet. Sie übersetzte die Kapitel über Ägyptologie in Gaston Masperos Buch Les Origines und gab die Englische Ausgabe von Alfred Wiedemanns Buch „Die Religion der alten Ägypter.“ (Münster 1890), heraus. Sie schrieb auch über folkloristische Themen und gab Gedichte heraus. Zudem übersetzte sie Teile von Heinrich Heines „Bimini“. Die Ägyptologie verband die beiden. Griffith zog zu seinen Schwiegereltern, so dass er seine gesamte Zeit dem Studium der ägyptischen Schriften widmen konnte. Seine Frau verstarb bereits nach sechs Ehejahren.

## Der Philologe
1891 hatte Griffith eine Stelle im Britischen Museum als Assistent der Abteilung British and Mediaeval Antiquities and Ethnography – allerdings nicht in der Ägyptischen und Assyrischen Abteilung. Er hatte jedoch Zugang zu allen dort aufbewahrten Unterlagen, darunter jene von Robert Hay (1799–1863), der zwischen 1824 und 1838 ausgedehnte Reisen, oft begleitet von Künstlern, nach Ägypten und dem nördlichen Sudan unternommen hatte. Bevor Howard Carter für den Egypt Exploration Fund zu Percy E. Newberry nach Ägypten ging, studierte er hier im Museum die ägyptische Kunst unter der Anleitung von Griffith.
Griffith Liebe galt der Philologie. 1898 erschien sein grundlegendes Werk The Petrie-Papyri, in dem er zum ersten Mal kursive (hieratische) Texte des Mittleren Reiches aus Al-Lahun (Kahun) und Gurob entzifferte. Etwa im 7. Jahrhundert v. Chr. wurde das Hieratische noch weiter vereinfacht und verkürzt. Es entstand die demotische Schrift, die immer mehr zur Alltagsschrift wurde. Die hieratische Schrift verwendete man aber weiterhin hauptsächlich für religiöse Texte auf Papyrus. Daher kommen auch die beiden griechischen Namen. „Demotisch“ heißt so viel wie ‚Volksschrift‘ und „hieratisch“ kann man mit ‚Priesterschrift‘ übersetzen.
Seine nächste Veröffentlichung war in Zusammenarbeit mit seinem Freund Herbert Thompson, einem begabtern Philologen, The Demotic Magycal Papyrus of London and Leyden (3 Bände, 1904–1909).
Sein Meisterwerk lieferte Griffith mit der Entzifferung und Übersetzung der 106 Papyri in demotischer Schrift der John Rylands Library in Manchester. Sie erschienen 1909 als Catalogue of the Demotic papyri in the John Rylands library, Manchester: with facsimiles and complete translations. Dieses Werk zeigte die Entwicklung dieser Schrift und wurde zu einem unentbehrlichen Hilfsmittel für alle, die sich damit beschäftigten.
Des Weiteren interessierte er sich für die Sprache und Kultur des alten Sudan. Aus dem Reich von Kusch waren Inschriften bekannt und Griffith beschäftigte sich mit der meroitischen Schrift, die er 1907 entzifferte. Während die altägyptische Sprache sich bis zu 9000 Zeichen bediente, formten die Meroiten die Hieroglyphen in eine reine Buchstabenschrift um. Diese kam gerade einmal mit 23 Buchstaben samt einem Zeichen für Worttrennung aus. 1908 hatte das Britische Museum das vollständige Manuskript der Menaslegende angekauft, das Griffith bei der Königlich-Preußischen Akademie der Wissenschaften in Berlin veröffentlichte, deren korrespondierendes Mitglied er seit 1900 war.

## Expeditionen nach Nubien

Karte des Sudan in der Antike (auch Nubien oder Kusch)

Das Interesse an der Geschichte und Archäologie von Nubien wurde genährt durch den Bau des ersten Assuan-Staudamms durch den britischen Ingenieur William Willcocks. Dieser war 1902 fertiggestellt und sollte bereits 1907 bis 1912 erhöht werden. Das bedeutete eine Gefahr für die dortigen Altertümer. Von der Universität Chicago war James Henry Breasted 1905 bis 1907 mit einer Expedition die 1600 km entlang des Nils gereist und hatte die Inschriften in Nubien kopiert und fotografiert. Sein Buch war eine einzigartige Momentaufnahme und führte den Archäologen die Dringlichkeit vor Augen.
Während der Expedition der Universität Pennsylvania nach Nubien 1907 bis 1910 unter Leitung der beiden britischen Archäologen Leonard Woolley und David Randall-MacIver wurde eine Anzahl von meroitischen Inschriften in Shablul Areika, Aniba, Karanog, and Buhen gefunden. Von der Harvard-Universität/Boston Museum kam George Andrew Reisner (1867–1942) nach Napata am Gebel Barkal. 1909 bis 14 legte John Garstang von der Universität Liverpool die Stadt Meroë großflächig frei.
Auch die Universität von Oxford, unterstützt von verschiedenen Museen und auch mit persönlichen Mitteln von Griffith, sandte ihn schließlich nach Nubien. Zwischen 1907 und 1913 untersuchte er die antiken Stätten von Faras, Kawa und Sanam. Als Gegenleistung für ihre Unterstützung erhielten viele Museen wertvolle Stücke dieser Expeditionen.
Sie entdeckten die Tempel und Pyramiden-Gräber der „schwarzen Pharaonen“ – allen voran des letzten Pharao Taharqa. Sie beschränkten sich in Kawa auf die Freilegung des Tempels und der Palastanlage, ohne die städtische Siedlung im Umkreis auszugraben. Griffith fand in Kawa einen der spektakulärsten Funde: „The sphinx of Taharqo“ als er 1929 bis 1931 für das Oxford Excavation Committee die Ausgrabungen in dieser Stadt leitete. Die Sphinx ist ca. 40 cm hoch und 73 cm lang und trägt das Gesicht des Pharao. Sie befindet sich im Britischen Museum.
1909 hatte Griffith Nora Christina Cobban MacDonald (1873–1937) geheiratet, die bei ihm in Oxford Ägyptologie studiert hatte. Sie half ihn bei seinen Expeditionen in Ägypten, Nubien und dem Sudan und bereitete nach seinem Tod 1934 seine unvollendeten Manuskripte zur Veröffentlichung vor.

### Taharqas Schrein
Die sudanesische Regierung schenkte Griffith den Schrein von Taharqa, der Teil eines Tempels in Kawa war und ca. 680 Jahre v. Chr. erbaut wurde, in Anerkennung seiner Verdienste um die Ausgrabungen in Nubien. Er bestand aus 236 Sandstein-Blöcken, die abgebaut, nummeriert und mit einer Säurelösung für die Konservierung behandelt werden mussten. Die Arbeiter wurden von fürchterlichen Mücken geplagt, die in Haare, Augen und Nasenlöcher krochen. Die Blöcke wurden sorgfältig in 200 Holzkisten verpackt und auf Bargen 300 km auf dem Nil zur nächsten Eisenbahnstation gezogen. Der Zug brachte sie nach Port Said, wo sie per Schiff ihre Reise nach England antraten.
Mrs. Griffith schenkte ihn 1936 dem Ashmolean Museum zum Andenken an ihren Mann. Das Ashmolean Museum musste eine 2 m tiefe Betonplatte errichten, auf welcher der Schrein wieder aufgebaut werden konnte. Er ist das größte intakte ägyptische Bauwerk aus der Pharaonenzeit in Großbritannien.
Taharqas Schrein war Teil eines Tempels, der ca. 680 v. Chr. in Kawa gebaut wurde auf Befehl von Taharqa, der von 690 bis 664 v. Chr. der letzte Pharao von Ägypten war. Der Tempel sollte ihm Hilfe sein beim Regierung seines großen Reiches. Der Schrein war Amun-Re, dem Gott der Sonne und Fruchtbarkeit, geweiht. Auf der im Tempel gefundenen Darstellung des Amun-Re ist der Gott durch einen Widderkopf mit gedrehten Hörnern verkörpert. Deshalb steht eine Widder-Figur im Vordergrund.
Ab 1924 war Griffith der erste Professor für Ägyptologie an der Universität Oxford, der er für acht Jahre, bis 1932, blieb. Er starb 1934 an den Folgen eines Herzinfarktes. Das Griffith Institute in Oxford wurde gemäß seinem Testament 1939 eingerichtet und nach ihm benannt.

## Griffith Institute
Das Griffith Institute gehört zur Universität Oxford und wurde aufgrund des Vermächtnisses von Francis Llewellyn Griffith 1938 eröffnet, um – gemäß seinem letzten Willen – „einen dauerhaften Ort zu schaffen… zum Studieren der alten Sprachen und Antiquitäten des Nahen Ostens“. Seine umfangreiche Bücherei und die gesammelten Papyri zu den alten Schriften, Notizbücher, zusammen mit seinem Schreibtisch, waren der Grundstock. Griffith Witwe, Nora Christina Cobban Griffith, die drei Jahre nach ihrem Mann verstarb, vermachte ihren Nachlass 1937 ebenfalls dem Institut. Das alte Gebäude wurde inzwischen abgerissen und 2001 fand das Institut einen Platz in der neuen Bodleian Art, Archaeology and Ancient World Library, nahe dem Ashmolean Museum.

## Veröffentlichungen
- Digitalisierte Veröffentlichungen von Francis Llewellyn Griffith bei archive.org